# Birthe Gerken
Birthe Gerken (* 13. Oktober 1981 in Bremerhaven) ist eine deutsche Schauspielerin.

## Leben und Werk
Birthe Gerken absolvierte zwischen 2002 und 2005 eine Ausbildung in Schauspiel und Gesang. Neben ihrem Studium an der Schule für Schauspiel in Hamburg belegte sie mehrere Seminare in Camera acting, u. a. bei Oscar Ortega Sánchez, sowie Schauspielintensivseminare unter Marie Bäumer. Neben einem weiteren Seminar „Imagination, Bewegung, Stimme“ bei Professor Juri Vassiliev, erhielt sie Gesangsunterricht bei Geeske Hof-Helmers, sowie noch einmal von 2009 bis 2013 bei Julia Marleen Dörfel.
Bereits vor Beginn ihrer Ausbildung debütierte Birthe Gerken am Stadttheater Bremerhaven in der Rolle der Heike in dem Klassiker Sluderkraam in’t Treppenhus von Jens Exler. Ab 2005 war und ist sie bis heute häufig in Gastrollen am Hamburger Ohnsorg-Theater zu sehen. Unter anderem spielte sie dort die Helene in dem Stück Unkel Wanja nach Anton Tschechow in der Regie von Michael Bogdanov. Weitere Verpflichtungen führten Gerken an das Altonaer Theater, zu den Burgfestspielen Dreieichenhain, an das Alte Schauspielhaus Stuttgart und an das Theater im Rathaus in Essen. Wiederholt gastierte sie daneben auch bei den Bad Hersfelder Festspielen.
In dem Kurzfilm Baby Blue Sky stand Birthe Gerken 2004 zum ersten Mal vor der Kamera. Es folgten eine Reihe weiterer Kurzfilme sowie diverse Werbespots. Im Kino sah man sie 2010 in dem Film Hier kommt Lola!.
Birthe Gerken lebt in Hamburg. Sie besitzt den Optimisten-Segelschein, spielt Trompete und Gitarre und gibt auf ihrer Website als besondere Fähigkeit an, „mit einem Auge schielen“ zu können.

## Filmografie
- 2004: Baby Blue Sky (Kurzfilm) *
- 2006: Insomnium (Kurzfilm) *
- 2009: Doux (Kurzfilm) *
- 2009: Erwischt (Kurzfilm) *
- 2009: Sinngestalten (Kurzfilm) *
- 2009: Bassis Rache (Kurzfilm) *
- 2010: Hier kommt Lola!
- 2010: Tula (Kurzfilm) *
- 2010: Die Landstraße (Kurzfilm) *
- 2013: Roulette
- 2013: Küstenwache – Der Tod segelt mit
- 2014: Backstory (Kurzfilm) *

(* Nachgewiesen auf der Website von Birthe Gerken)